# Еврейство в музыке

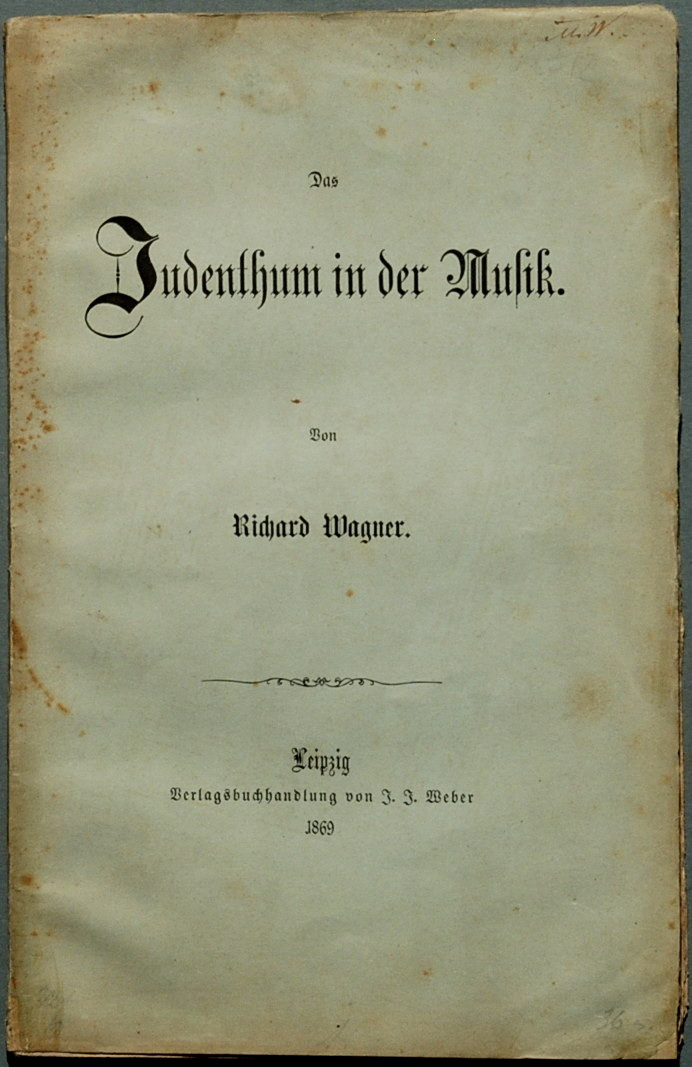
Титульный лист второго издания «Еврейства в музыке», опубликованного в 1869 году

«Еврейство в музыке» (нем. Das Judenthum in der Musik) — эссе немецкого композитора Рихарда Вагнера, в котором он нападает на евреев в целом и на композиторов Джакомо Мейербера и Феликса Мендельсона в частности. Он опубликовал его под псевдонимом в «Новой музыкальной газете» (нем. Neue Zeitschrift für Musik) в Лейпциге в сентябре 1850 года. Эссе было переиздано в значительно расширенном варианте в 1869 году, автором был указан Вагнер.

## Оригинальная статья 1850 года
Первый вариант статьи был издан в «Новой музыкальной газете» (нем. Neue Zeitschrift für Musik), автор был указан под псевдонимом «К. Свободномыслящий» (нем. K. Freigedank). В письме к Ференцу Листу в апреле 1851 года Вагнер оправдывался тем, что использовал псевдоним для того, чтобы евреи не свели поднимаемые им вопросы до исключительно личностного уровня.
В то время Вагнер жил в Цюрихе, куда бежал после неудачи Дрезденского восстания 1849 года, в котором он принимал активное участие. Его статья вышла следом за серией эссе в той же газете его ученика Теодора Улига, критиковавшего музыкальную составляющую оперы Мейербера «Пророк» и изображавшего её композитора как представителя «еврейского художественного вкуса». Вагнер был особенно взбешён успехом «Пророка» в Париже, ранее же он был поклонником Мейербера, который оказал ему финансовую поддержку и использовал свое влияние, чтобы организовать постановку ранней оперы Вагнера «Риенци», состоявшуюся в Дрездене в 1841 году и принесшую молодому Вагнеру первую славу.
Вагнер также был обрадован смертью Мендельсона в 1847 году, популярность консервативного стиля которого, по его мнению, ограничивала потенциал немецкой музыки. Хотя ранее Вагнер практически не проявлял признаков антиеврейских предубеждений (несмотря на заявления Роуза в его книге «Вагнер, раса и революция» и других авторов), он решил, опираясь на статьи Улига, подготовить статью, направленную против своих недругов в искусстве с использованием популистского антисемитского контекста.
Вагнер в своём эссе следующим образом обозначил его цель:
В этой инстинктивной антипатии к евреям мы наталкиваемся на обстоятельство, которое необходимо выяснить, так как оно и должно будет привести нас к нашей цели. Нельзя не заметить того, что отрицательное, отталкивающее впечатление, которое производят на нас евреи, — гораздо естественнее и глубоко сильнее нашего сознательного стремления избавиться от этого негуманистического настроения.

Вагнер считал, что евреи не могут правильно говорить на европейских языках и что еврейская речь приняла характер «невыносимо беспорядочной болтовни», «скрипа, писка, жужжания», неспособного выразить истинную страсть. Это обстоятельство, по его словам, лишает их всякой возможности создавать песни или музыку. Он также заявил:
Хотя особенности еврейской манеры говорить и петь наиболее ярко проявляются в простолюдинах-евреях, сохранивших верность роду своего отца, и хотя культурный сын еврейства прилагает неисчислимые усилия, чтобы избавиться от них, тем не менее они проявляют нахальное упорство, прилепляясь к нему.

Эти идеи не содержали новизны и в значительной степени были заимствованы из теорий языка и речи французских философов XVIII века. Они также соответствуют идеям, выраженным в более ранней статье Вагнера «Художественное произведение будущего», а именно в том смысле, что те, кто находится за пределами «Сообщества» (нем. Volk), враждебны истинному искусству.
Музыка, создаваемую такими композиторами, как Мендельсон, Вагнер определил как «сладкую и звенящую без глубины». Мейербера, который был ещё жив на момент публикации эссе, он жёстко критикует за его музыку, но не называет его по имени.
Эссе Вагнера пронизано агрессией, характерной для многих юдофобских публикаций предыдущих нескольких столетий. Однако Вагнер представил один поразительный новый образ, который был подхвачен после него многими более поздними антисемитскими авторами:
До тех пор пока музыка, как особое искусство, имела в себе действительную органическую жизнеспособность — до времени Моцарта и Бетховена включительно, — нигде не нашлось еврейского композитора: совершенно невозможно было для элемента совсем чуждого этому организму принять участие в развитии его жизни. Только тогда, когда внутренняя смерть тела сделалась неоспоримой, тогда те, кто были вне его, приобрели силу им овладеть, но только для того, чтобы его разложить: да, наш музыкальный организм распался, и кто мог бы, глядя на его разрушение, сказать, что он ещё жив?
Вагнер дал несколько запутанных, почти одобрительных отзывов о писателях еврейского происхождения — Генрихе Гейне и Людвиге Бёрне, утверждая, что первый стал поэтом только потому, что немецкая культура стала притворной. Таким образом, она могла быть представлена евреем, который по самой своей природе понимал её культурное притворство, но также и осуждал её испорченность. В этом, по мнению Вагнера, он был «совестью еврейства», точно так же, как еврейство является «нечистой совестью нашей современной цивилизации». Затем Вагнер обращает внимание на Бёрне, еврейского писателя и журналиста, принявшего христианство. Он призывает евреев следовать его примеру в стремлении «искупить» немецкую культуру, отказавшись от еврейства.
Принимайте же — не стесняясь, мы скажем евреям — участие в этой спасительной операции, так как самоуничтожение возродит вас! Тогда мы будем согласны и неразличимы! Но помните, что только это одно может быть вашим спасением от лежащего на вас проклятия, ибо спасение Агасфера — в его погибели.
В оригинальной версии 1850 года вместо «самоуничтожение» Вагнер использовал слова «кровавая борьба за самоуничтожение», демонстрируя гораздо более агрессивный подход, который, возможно, был слишком вызывающим для очень известной фигуры, которой он стал к 1869 году, дате публикации второго издания этого эссе.